# Exormotheca
Exormotheca là một chi rêu trong họ Exormothecaceae.